# Keating Five-schandaal
Het Keating Five-schandaal was een Amerikaans politiek schandaal dat begon in 1989. 
Vijf senatoren werden ervan beschuldigd dat ze druk hadden uitgeoefend op toezichthouders van de overheid om een geldschieter voor hun verkiezingscampagne te ontzien. Het ging hier om Charles Keating, de voorzitter van een conglomeraat van spaarbanken dat in 1989 failliet ging en de Amerikaanse overheid twee miljard dollar heeft gekost.
Er begon naar aanleiding hiervan een strafzaak wegens fraude tegen Keating. De betrokken senatoren waren de Democraten Dennis DeConcini, Alan Cranston, Donald Riegle en John Glenn, en de Republikein John McCain. Na een langdurig onderzoek stelde de Commissie voor Ethiek van de Senaat in 1991 vast dat Cranston, DeConcini en Riegle het onderzoek naar Lincoln Savings, het conglomeraat waarvan Keating voorzitter was, aanzienlijk hadden bemoeilijkt, waarbij Cranston een formele berisping ontving. Senatoren Glenn en McCain werden vrijgesproken van ongeoorloofd handelen, omdat zij hun activiteiten staakten zodra ze hoorden dat er een strafonderzoek gaande was tegen Keating.

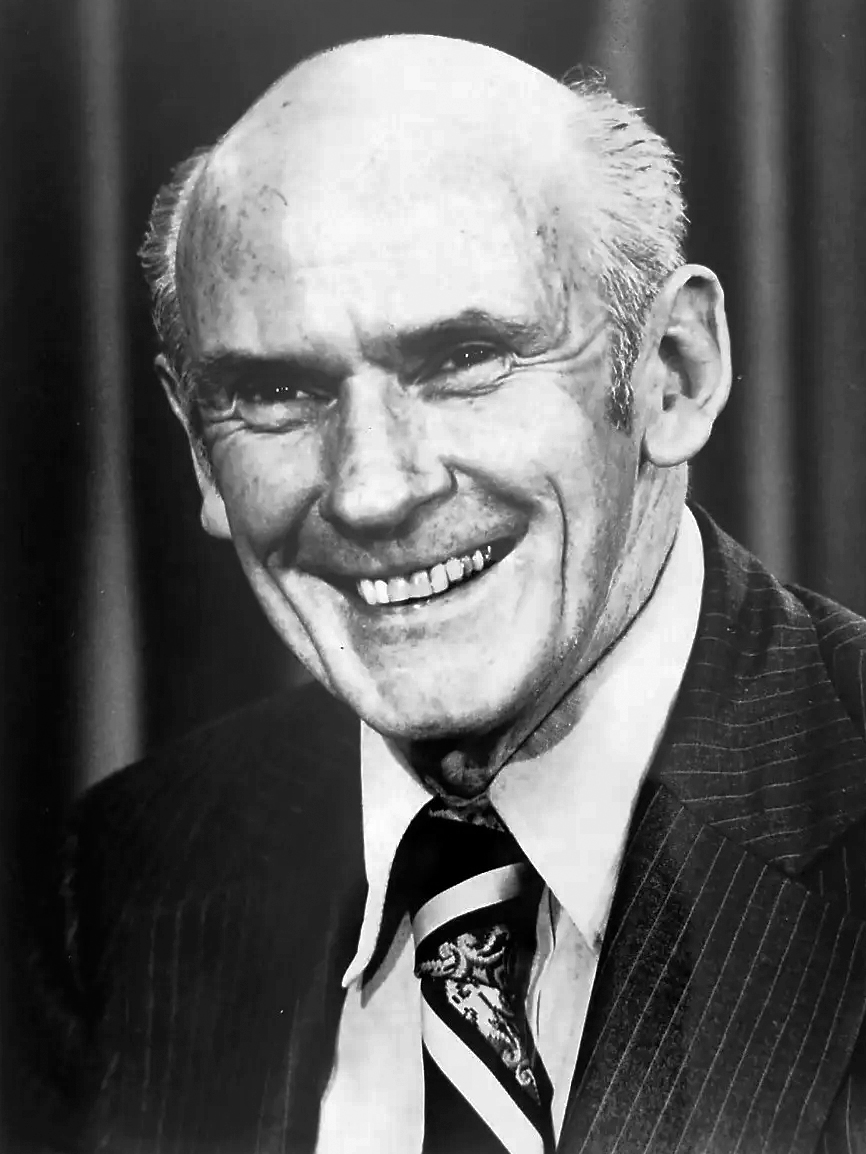
Alan Cranston
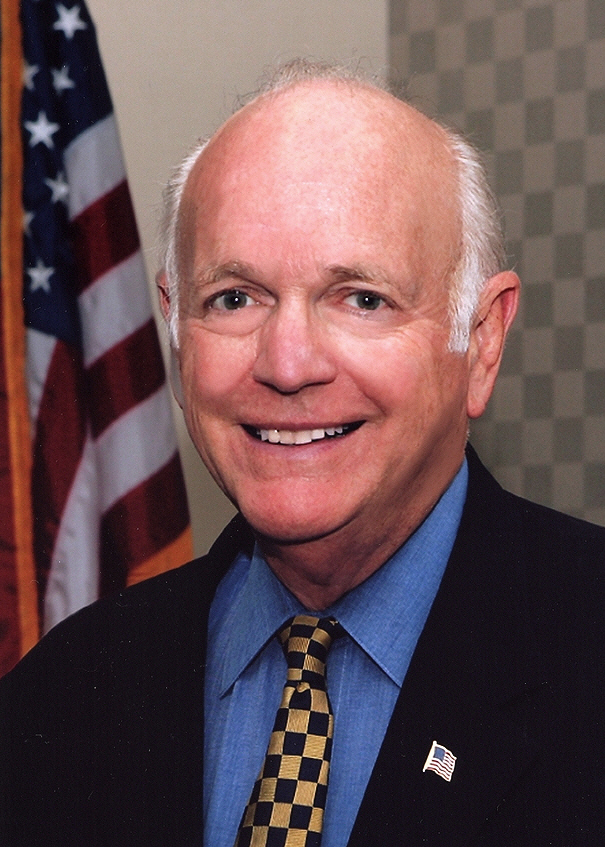
Dennis DeConcini
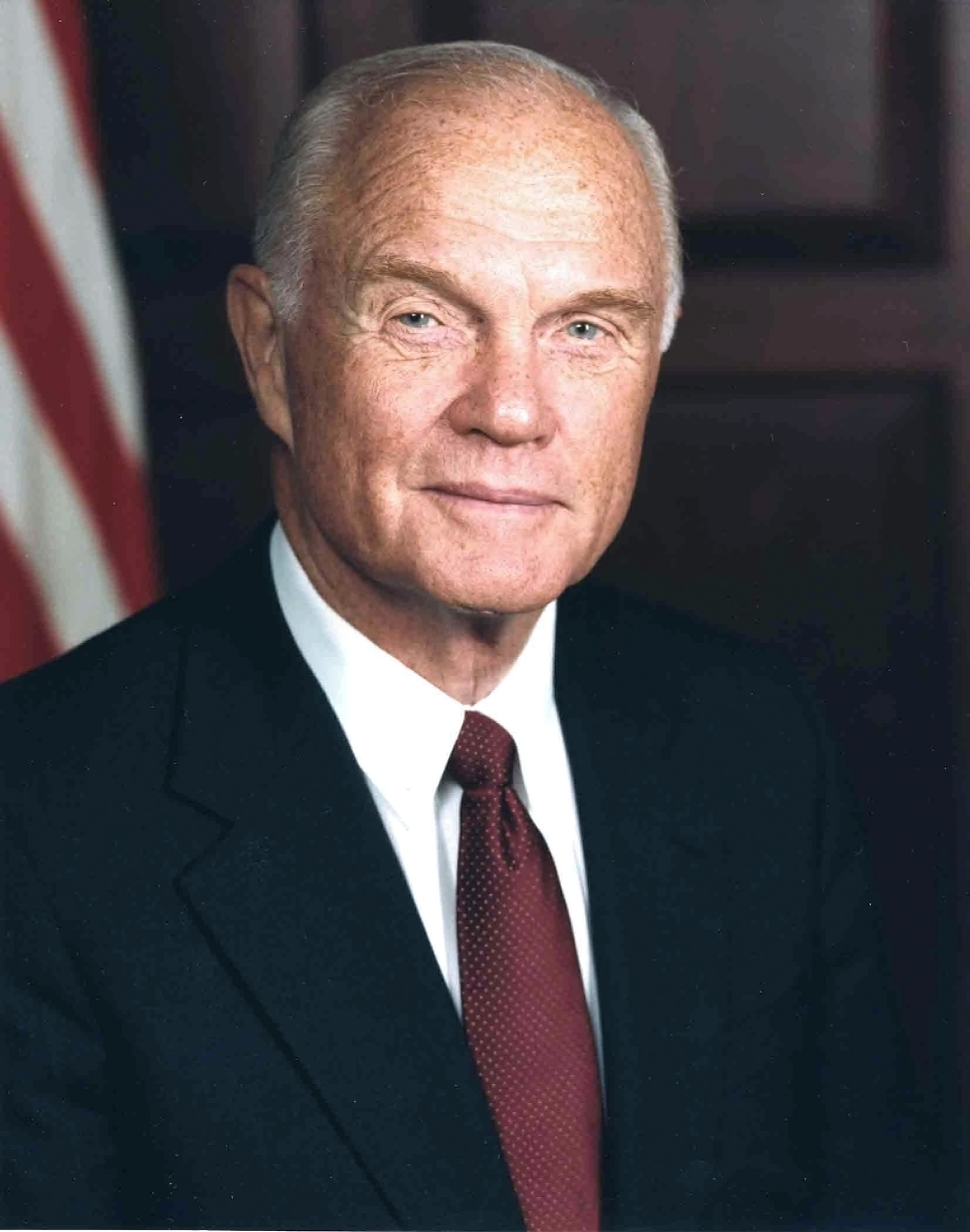
John Glenn
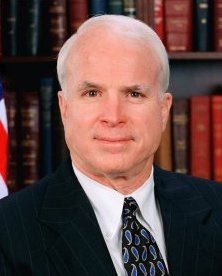
John McCain
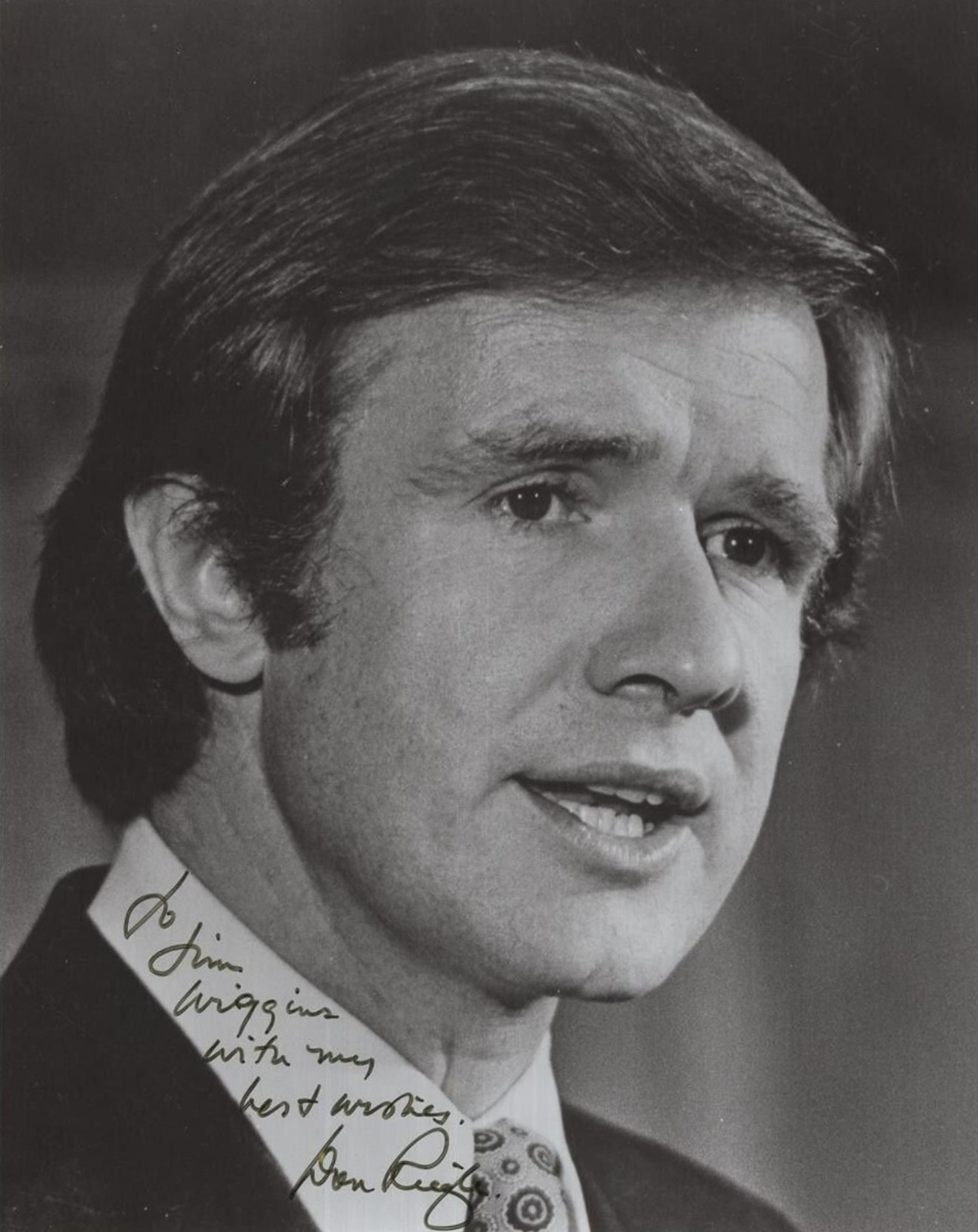
Donald Riegle